# كفرلاها
كفر لاها مدينة سورية تتبع ناحية تلدو في منطقة حمص في محافظة حمص، وعدد سكانها 38000 نسمة حسب إحصاء 2008.[بحاجة لمصدر]
مدينة كفرلاها تستقر هذه المدينة شمال غرب حمص على بعد 27كم يحدها من الغرب قرية مريمين والطيبة الغربية ومن الشرق قرية طلف ومن الشمال قرية تلذهب ومن الجنوب ناحية تلدو وكل هذه القرى تكون منطقة كبيرة تعرف بين سكانها باسم الحولة لأنها كانت حوالة لكل مياه الجبال التي تحدها من الغرب فكل المياه والثلوج كانت تتحول إلى سهل الحولة في هذه المنطقة.
يوجد في مدينة كفرلاها عدد من الأطباء والمهندسين والمدرسين والمحامين وخريجي الجامعات والمعاهد ذكورا وإناثاً بمختلف الاختصاصات ومن المجتهدين في أعمالهم ويوجد عدد من الصيدليات وهنالك مستوصف حكومي ومدارس ابتدائية وإعدادية وثانوية، وكل عام لا بد أن يوجد طلاب من المتفوقين على مستوى المحافظة من هذه المدينة، يعمل قسم من سكان هذه المدينة بزراعة الحبوب والخضار والزيتون، وعددهم قليل بسبب قلة مساحة الأرض الزراعية، وهي لا تكفي لاحتياجاتهم المعيشية، ولذلك اتجهوا إلى العمل بالتجارة وأعمال البناء في دول أخرى، وقسم منهم يعمل بالتجارة كتجارة مواد البناء وتجارة المفروشات والسجاد الوطني وهم من المخضرمين في هذه التجارة وبذلك أصبحت مدينة كفرلاها مقصودة من قبل أبناء القرى المجاورة للتسوق فيها.
الكثير من شباب المدينة مغتربين في المملكة العربية السعودية وليبيا ولبنان، واليونان، وقبرص، ورومانيا وغيرها من الدول وخصوصا دول الخليج.
تقع مدينة كفرلاها على طريق مصياف، والطريق مزدحم بشكل عجيب بسبب سيارات النقل من حمص إلى المدن المجاورة والقرى، ويظن أنه يوجد في مدينة كفرلاها مقام لصحابي جليل كان قد استشهد في معركة من معارك الفتوحات الإسلامية واسمه العرباض بن سارية، وقد أقيم على قبره مقام وأصبحت الناس تذهب أيام عطلهم ليقضون وقتهم في حديقة المقام.
وهناك منطقة (هضبة عزيزي) جنوب حي البستان (جنوب المدينة) وهي منقطة رائعة جداً في فصل الربيع يجتمع الناس فيها للنزهة والاستجمام ويشربون المتة مع الأركيلة مع التمتع بالطبيعة والنسمات العليلة.
وقد قامت عدد من المظاهرات السلمية في المدينة 25 مارس و 1 أبريل و 8 أبريل احتجاجا على اساليب القمع التي تمارسه السلطات السورية ضد أبناءها في درعا ودوما وحمص واللاذقية مما أدى إلى مداهمة قوى الحرس الجمهوري المدينة ليلا وتم إطلاق رصاص في كل أحياء المدينة مما سبب وفاة شاب من القرية واسمه بلال سمير الحسين 25 عام، واعتقال عدد من الشبان وفقدان 8 شبان أخرى ن وفي 22 نيسان من العام 2011 في ما يسمى بجمعة العظيمة قامت قوى مفرزة الأمن العسكري بإطلاق الرصاص الحي على المتظاهرين في المنطقة مما أدى لمقتل أكثر من 6 اشخاص
أهل المدينة معروفين بتقيدهم بالعادات والتقاليد والنخوة وقد استأثرت عواطفهم الأحداث الأخيرة التي هبت في كافة أنحاء البلاد وهو الأمر الذي دفع أبناء المدينة للتحرك لكبرى ساحات الحولة للاحتجاج السلمي.